# Adrian (Texas)
Adrian ist ein kleiner Ort im sogenannten Texas Panhandle, dem nördlichsten Teil des US-Bundesstaates Texas. Das U.S. Census Bureau hat bei der Volkszählung 2020 eine Einwohnerzahl von 128 ermittelt. Er liegt unweit der westlichen Grenze nach New Mexico an der ehemaligen Route 66 im Oldham County.

## Geschichte

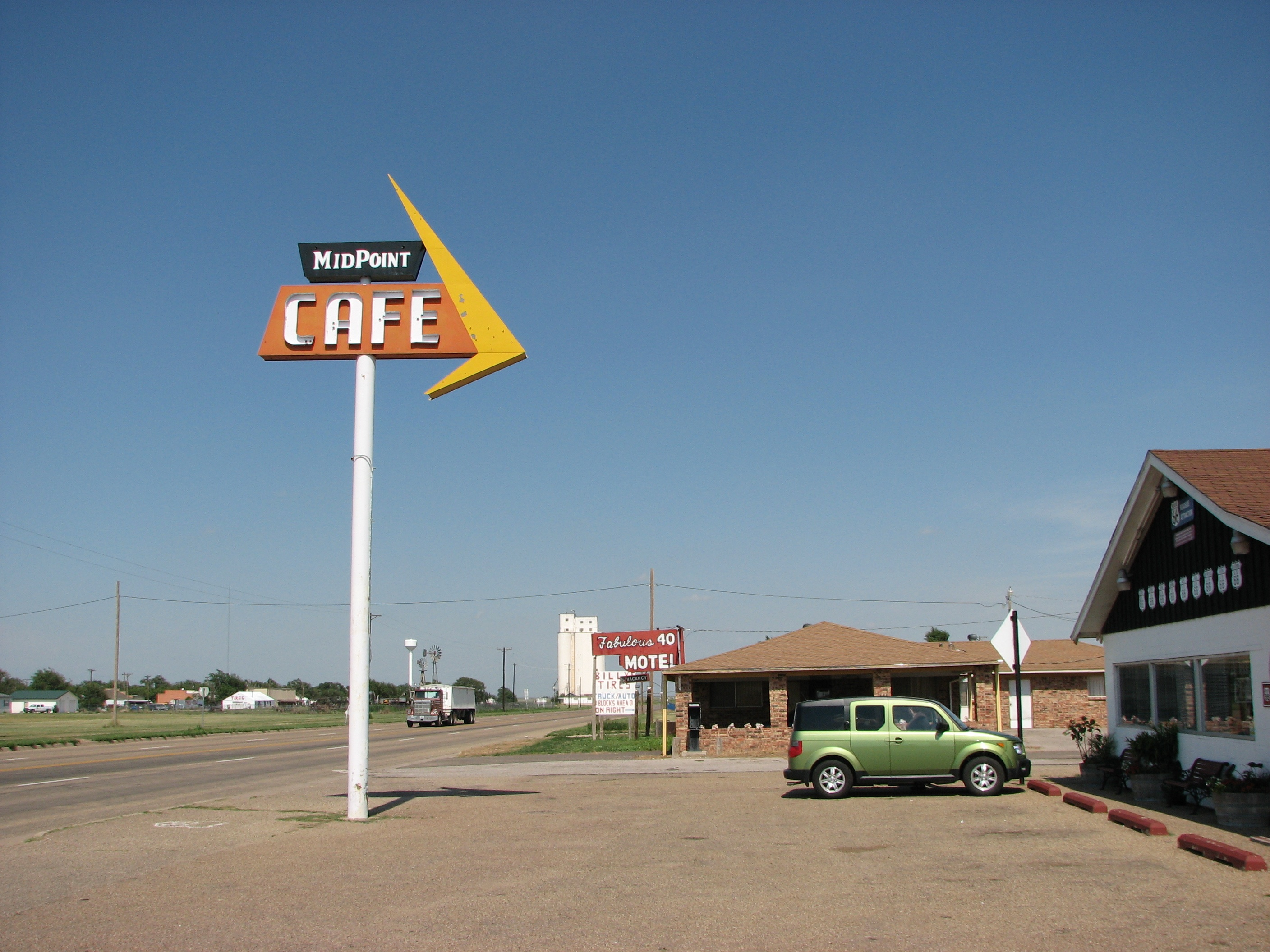
Das Midpoint Café liegt genau auf der geografischen Mitte der Route 66

Adrians Gründung geht zurück auf das Jahr 1900, nachdem die Rock Island Railroad angekündigt hatte, hier eine künftige Halte- und Verladestation einrichten zu wollen. Der erste Siedler war Calvin G. Aten, ein ehemaliger Texas Ranger. Unweit der geplanten Eisenbahnstation baute er für seine Familie einen einfachen Unterstand. Benannt wurde die Stadt nach einem anderen Siedler, einem gewissen Adrian Cullen. 1909 wurde die Eisenbahnstation fertiggestellt und bereits ein Jahr später hatte Adrian eine Poststation, mehrere Geschäfte und eine eigene Zeitung, den Adrian Eagle. In den 1940er Jahren wurde eine Freiwillige Feuerwehr gegründet. 1950 lebten rund 50 Menschen in Adrian.
Durch den Bau der Route 66 wurde Adrian zu einer Anlaufstelle der Reisenden. 1969 wurde der Ort durch einen Interstate umgangen und wie viele andere Orte vom Durchgangsverkehr abgeschnitten. Gemäß dem United States Census 2010 hatte Adrian 110 Einwohner. Adrian bildet den geografischen Mittelpunkt der alten Streckenführung, es sind genau 1.139 Meilen (1.833 km) zum Anfangs- wie zum Endpunkt der Mother Road.
Das Midpoint Café an der Route 66 in Adrian fand auch Eingang in den Oscar-nominierten Pixar-Animationsfilm Cars von John Lasseter (2006). Es bildete die Inspiration für das Flo's V-8 Café in dem Film.